# Śniadków Górny
Śniadków Górny – wieś sołecka w Polsce położona w województwie mazowieckim, w powiecie otwockim, w gminie Sobienie-Jeziory.
| SIMC    | Nazwa | Rodzaj    |
| ------- | ----- | --------- |
| 0688077 | Suska | część wsi |

Wierni Kościoła rzymskokatolickiego należą do parafii Wszystkich Świętych w Sobieniach-Jeziorach.
W latach 1975–1998 miejscowość administracyjnie należała do województwa siedleckiego.